# Palazzo Cavalletti
Palazzo Cavalletti é um palácio maneirista localizado na esquina da Piazza Campitelli com a Via Cavalletti, no rione Campitelli de Roma, perto ao lado do Palazzo Albertoni Spinola.

## História

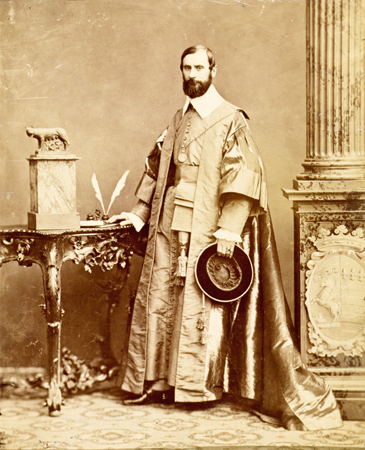
Francesco Cavalletti Rondinini, o "último senador de Roma", que viveu no palácio até o final do século XIX.

O palácio foi construído no século XVI para a família De Rossi, de ricos calcógrafos romanos por, segundo alguns autores, Giacomo della Porta. No século seguinte, o edifício passou para um ramo da família Cavalletti no qual a família De Rossi se extinguiu e eles encomendaram uma reforma e uma nova decoração. A facha se abre num elegante portal entre dois pares de janelas com arquitraves. No piso nobre, são cinco janelas arquitravadas com frisos decorados com festões e no segundo estão outras cinco janelas menores. O terceiro piso, um ático, é um acréscimo do século XIX.
Ali viveu o último senador de Roma, Francesco Cavalletti Rondinini.